# Ján Šimor
Ján Šimor, maďarsky Simor János [šimor jánoš] (23. srpna 1813, Stoličný Bělehrad – 23. ledna 1891, Ostřihom), byl římskokatolický duchovní, biskup rábský, arcibiskup ostřihomský, uherský primas a kardinál.

## Život
Gymnaziální studium absolvoval v Stoličném Bělehradě a Budíně. Filosofii studoval od roku 1830 v Trnavě a od roku 1833 teologii na vídeňském Pázmaneu. 28. října 1836 byl vysvěcen na kněze. V roce 1841 získal doktorát z historie. V roce 1857 byl jmenován biskupem v Győru. Biskupské svěcení přijal 19. června 1857 v Ostřihomi. Po smrti ostřihomského arcibiskupa Jána Krstiteľa Scitovského se 20. ledna 1867 stal jeho nástupcem.
Dokončil stavební práce na katedrále Panny Marie a svatého Vojtěcha, založil v Ostřihomi Křesťanské muzeum, jakož i samostatnou primaskou knihovnu.
V letech 1869–1870 se účastnil zasedání prvního vatikánského koncilu. V roce 1873 ho papež Pius IX. jmenoval kardinálem-knězem a přidělil mu titulární kostel San Bartolomeo all'Isola.